# Palmotta

Lo stemma dei Palmotta

La famiglia Palmotta (nelle fonti anche Palmota o Palmata, in croato Palmotić, Palmutić o Paomotić) fu una famiglia nobile della Repubblica di Ragusa.

## Storia
I Palmotta provennero a Ragusa probabilmente dalla regione che in antico si chiamava Hum (nelle fonti anche Chelmo o Chelmia). Il primo documento tuttora conservato nell'archivio di Ragusa in cui si cita un de Palmata è del 1222, ma da altre fonti li si ritiene presenti nella Repubblica di San Biagio fin dal 1157.
Fra il 1440 e il 1640 i Palmotta contarono 46 membri del Maggior Consiglio, pari al 2,09% sul totale. In questi duecento anni, ottennero anche 67 cariche senatoriali (4,93%), 42 volte la qualifica di Rettore della Repubblica (5,88%), 34 membri del Minor Consiglio (6,51%) e 15 Guardiani della Giustizia (6,09%).

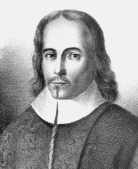
Giunio Palmotta

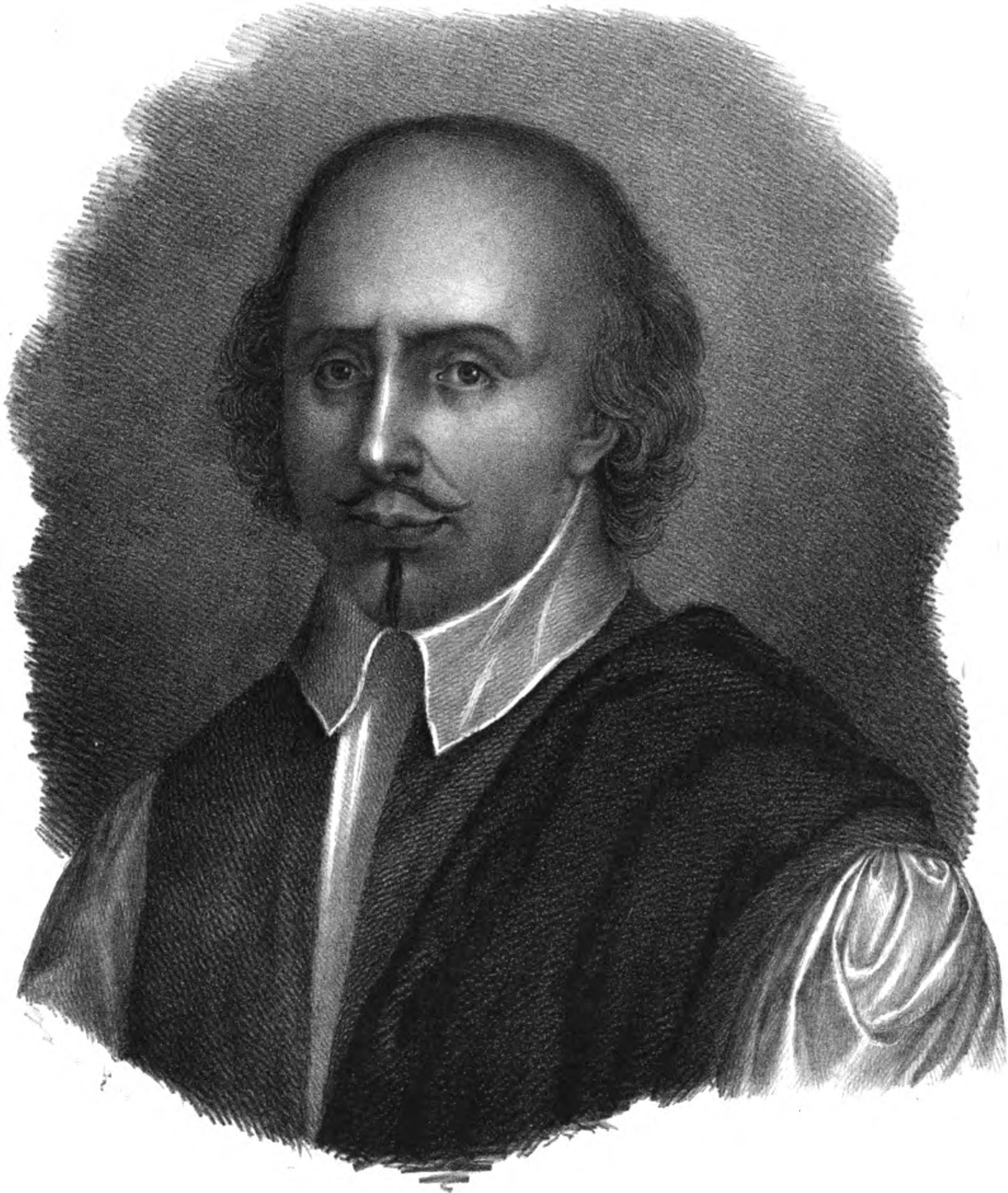
Giacomo Palmotta

Il ramo principale raguseo risulta estinto con la morte di Elena (Jelena) Palmotta nel 1709.

## Personalità notabili (in ordine cronologico)
- Giunio Palmotta (in croato Junije Palmotić, 1606 - 1657) - Uno dei maggiori poeti ragusei, è considerato fra i capostipiti della moderna letteratura croata.
- Giorgio Palmotta (1606 - 1675) - Fratello di Giunio, fu anch'egli poeta e scrittore in lingua illirica.
- Giacomo Palmotta (1623 - 1680) - Uomo politico e poeta, lasciò interessanti opere in lingua illirica, fra le quali il poema in venti canti Dubrovnik ponovljen (Ragusa rinnovata) e la tragedia inedita Didone.